# Андансет
Андансет (фр. Andancette) насеље је и општина у источној Француској у региону Рона-Алпи, у департману Дром која припада префектури Валанс
По подацима из 2005. године у општини је живело 1 217 становника, а густина насељености је износила 193 становника/km². Општина се простире на површини од 5,98 km². Налази се на средњој надморској висини од 138 метара (максималној 168 m, а минималној 129 m).

## Демографија
| 1962. | 1968. | 1975. | 1982. | 1990. | 1999. | 2011. |
| ----- | ----- | ----- | ----- | ----- | ----- | ----- |
| 781   | 976   | 1.099 | 1.020 | 1.157 | 1.156 | 1.292 |

График промене броја становника у току последњих година